# Маки в окрестностях Ветёя
«Маки в окрестностях Ветёя» (фр. Champ des coquelicots près de Vétheuil) — картина французского художника Клода Моне, написанная в 1879 или в 1880 году. На картине изображено поле маков в сельской местности муниципалитета Ветёй. В настоящее время картина находится в Собрании фонда Эмиля Бюрле в Цюрихе.
В 2008 году в результате вооружённого ограбления Собрания фонда Эмиля Бюрле картина была похищена вместе с тремя другими картинами общей стоимостью в 180 миллионов швейцарских франков. Десять дней спустя она была обнаружена в одном из автомобилей в Цюрихе и возвращена в музей.

## Описание сцены и техника
На картине изображены три девушки, собирающими красные маки в небольшом французском городке Ветёй, расположенном на севере Франции, который служит фоном для сцены. Прежде всего, заметны грубые, широкие и быстрые мазки кисти Моне в технике импрессионизма, на грани перехода на уровень абстракции. Моне смешивает цвета, размывая их границы, передавая ощущение свежести и живости, которое дарит красный цвет маков, разбросанных по покрывалу зеленой травы. Картина как будто разделена на две части: маковое поле кажется почти отчужденным от деревни, поскольку на нём использованы совершенно разные цвета: деревня представлена в голубоватых, темных, мрачных тонах, совершенно отличных от тонов, использованных в той части картины, где изображены маки.